# Ormosia grahami
Ormosia grahami är en tvåvingeart som beskrevs av Alexander 1931. Ormosia grahami ingår i släktet Ormosia och familjen småharkrankar. Inga underarter finns listade i Catalogue of Life.